# 10-й піхотний полк (Австро-Угорщини)

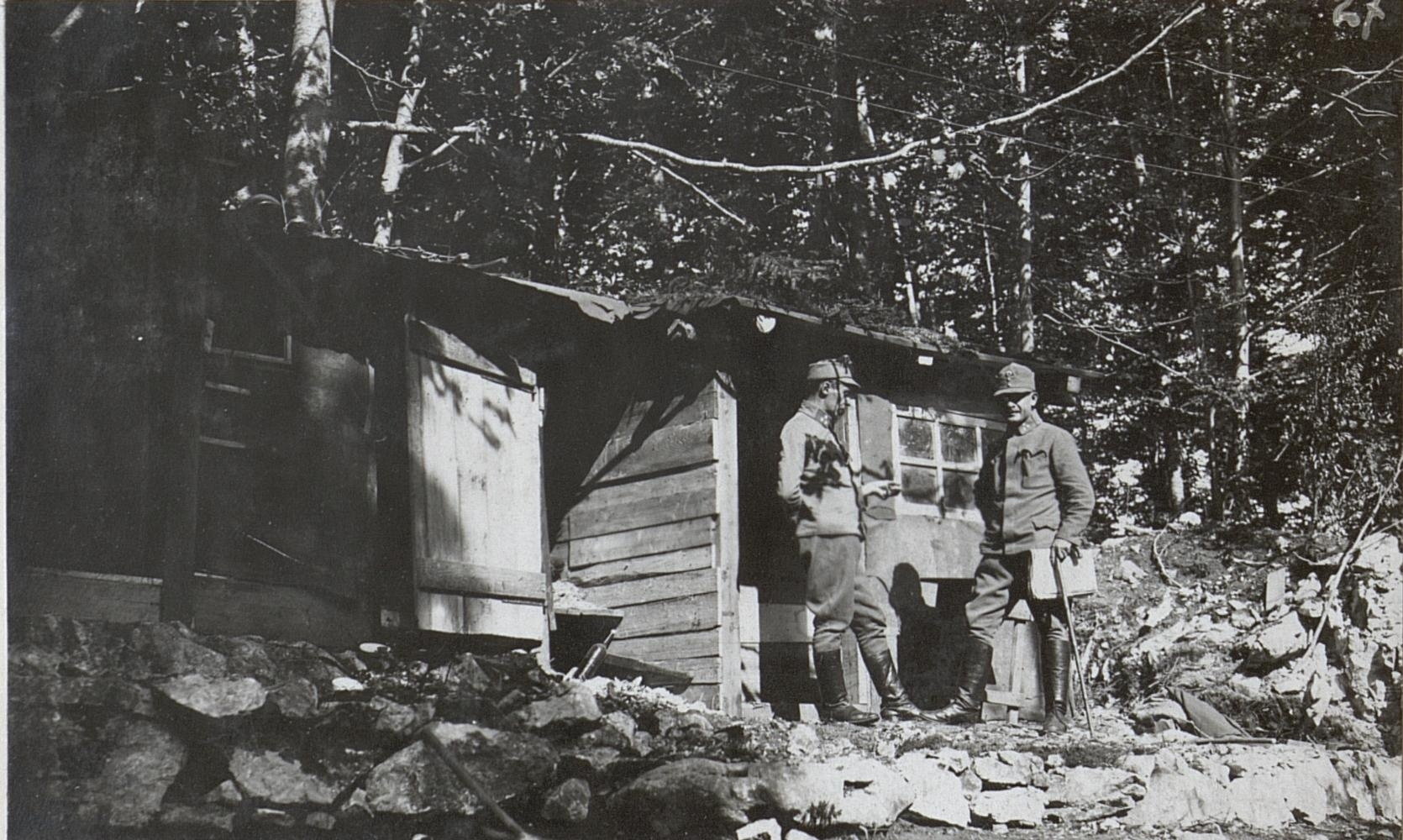
Командування 1-го батальйону 10-го піхотного полку в Західній Словенії, 6 вересня 1917 р.

10-й Галицький піхотний полк «Густав V, Король шведів, готів і венедів» (нім. k.u.k. Galizisches Infanterie Regiment «Gustav V. König der Schweden, der Goten u. Wenden» Nr. 10) — піхотний полк Спільної армії Збройних сил Австро-Угорщини.

## Історія
Полк було створено в 1715 році.
Штаб–квартири: Ярослав (до 1878), Перемишль (1879), Ярослав (1898–1907), Перемишль (1908–1914). Округ поповнення №10 – Перемишль, на території 10 Корпусу.
Полкове свято відзначалося 22 липня, в пам'ять битви біля Блюменау в Австро-прусській війні (1866).

## Бойовий шлях
Брав участь в австро-турецьких війнах, Семирічній війні, Наполеонівських війнах, Австро-прусській війні та в Угорській революції.

## Склад
- 1-й батальйон (1903–1905: Радимно; 1906–1914: Бєлина);
- 2-й батальйон (1903–1914: Перемишль);
- 3-й батальйон (1903–1907: Ярослав; 1908–1914: Перемишль);
- 4-й батальйон (1903–1907: Ярослав; 1908–1914: Перемишль).

Національний склад (1914):
- 47% — українці;
- 43% — поляки;
- 10% — інші національності.[1]

## Почесні шефи
- 1809–1816: фельдмаршал-лейтенант Франц Венцель Рейський фон Дубніц;
- 1817–1868: фельдцейхмейстер Луїджі (Алоїз) фон Маццукеллі;
- 1869–1887: фельдцейхмейстер Генріх фон Гендель;
- 1888–1907: король Швеції Оскар ІІ;
- з 1908: король Швеції Густав V.

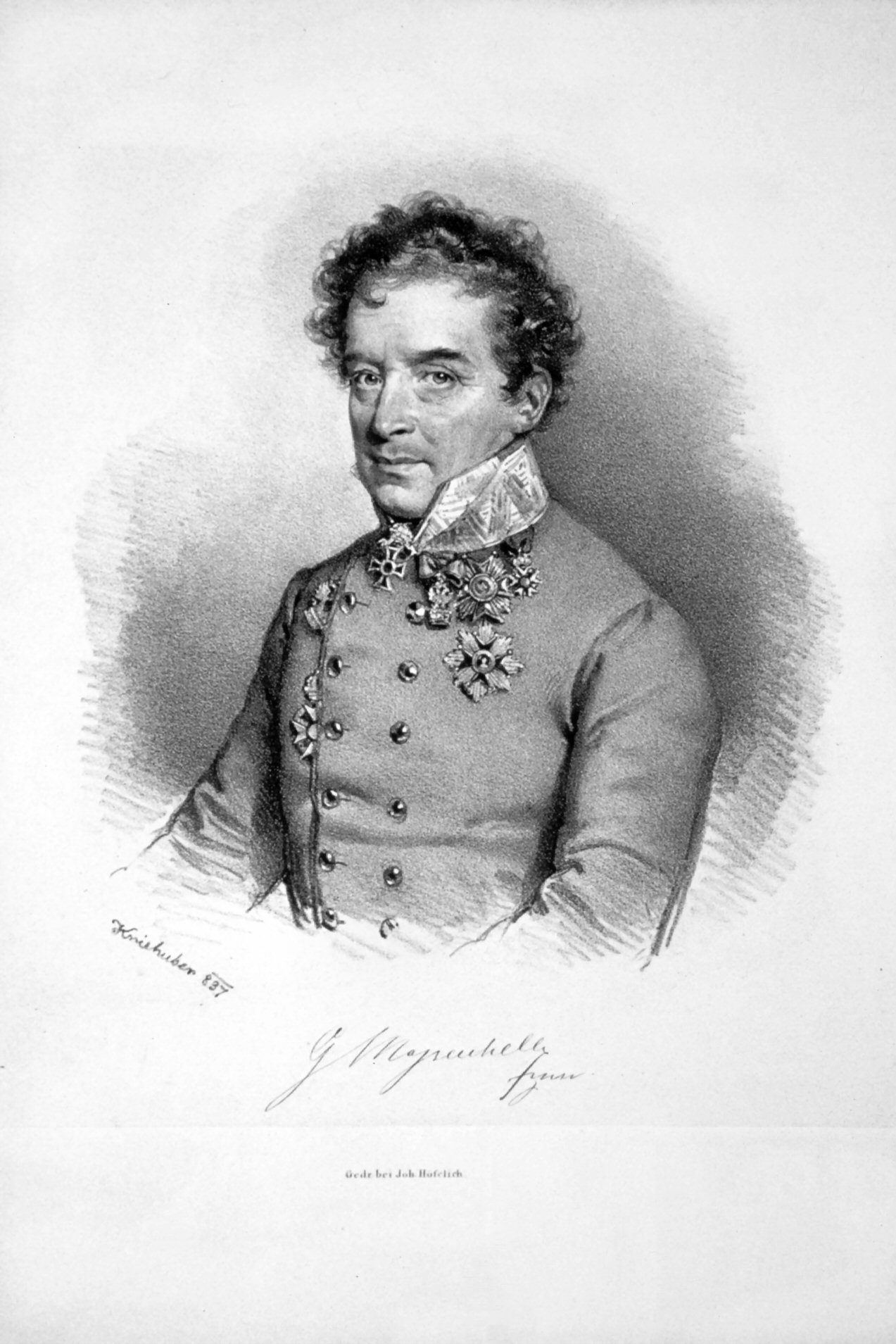
Луїджі (Алоїз) фон Маццукеллі
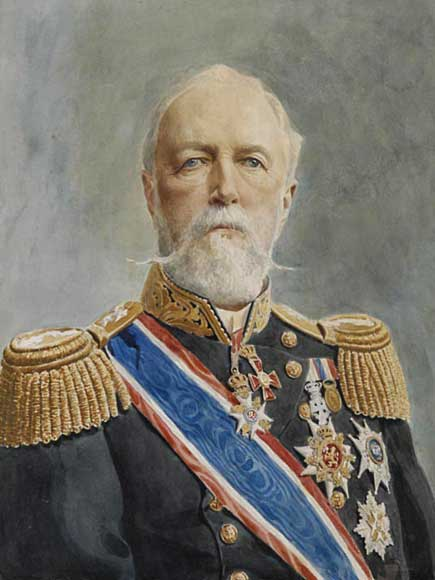
Король Швеції Оскар ІІ
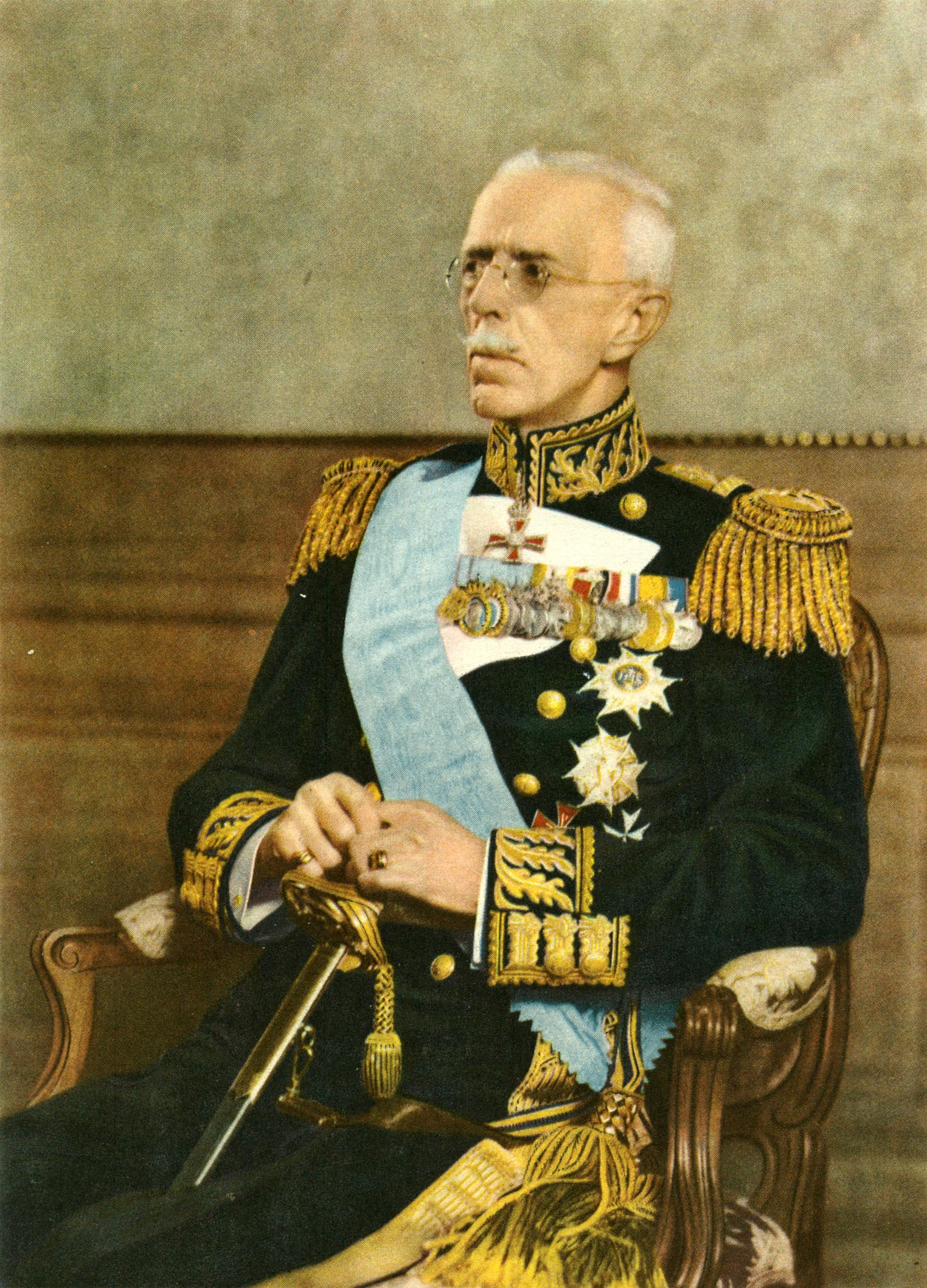
Король Швеції Густав V

## Командування
- 1716: полковник Стрейтхорст;
- 1716–1724: полковник Фальк (Вальк);
- 1724–1732: полковник Йоганн Антон Хацфельд;
- 1790–1795: полковник Франц Рогойський фон Рогозник;
- 1875–1880: полковник Юзеф Павліковський фон Холева;
- 1896 – ?: полковник Алоїс Лаубе;
- 1903–1904: полковник Людвіг Матушка;
- 1905–1907: полковник Йосип Рочек;
- 1908–1911: полковник Едуард Шацль-Злінський фон Мюльфорт;
- 1912–1913: полковник Рудольф Обауер фон Баннерфельд;
- 1914: полковник Фрідріх Пайцкер.[1]

## Підпорядкування
Полк (без 1-го батальйону) входив до складу 48-ї піхотної бригади 24-ї піхотної дивізії 20-го армійського корпусу. 
1-й батальйон підпорядковувався командиру 10-ї гірської бригади в Тузлі, що входила до складу 48-ї піхотної дивізії.

## Однострій та символіка

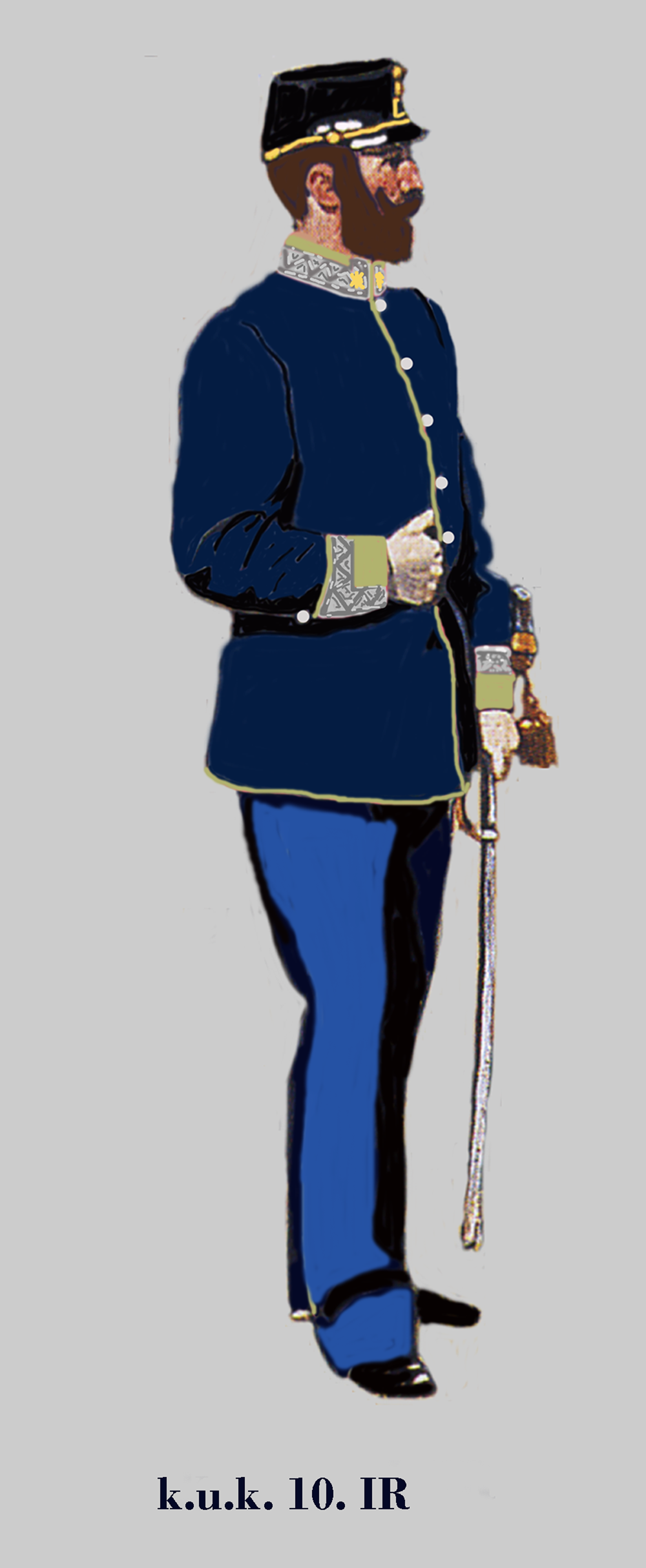
Майор 10-го піхотного полку
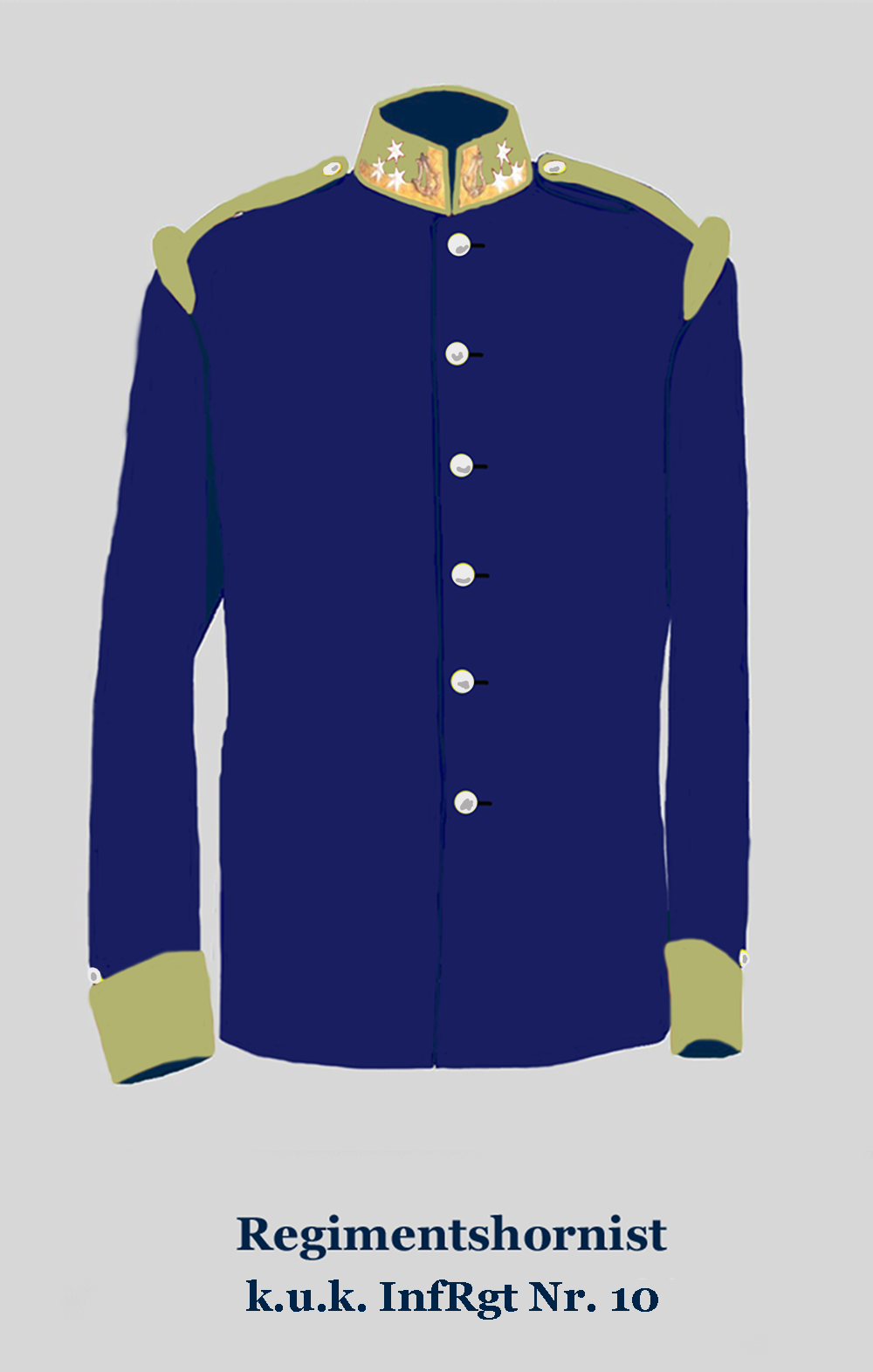
Мундир полкового трубача 10-го піхотного полку
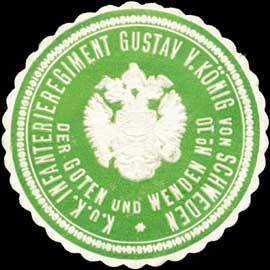
Печатка 10-го піхотного полку
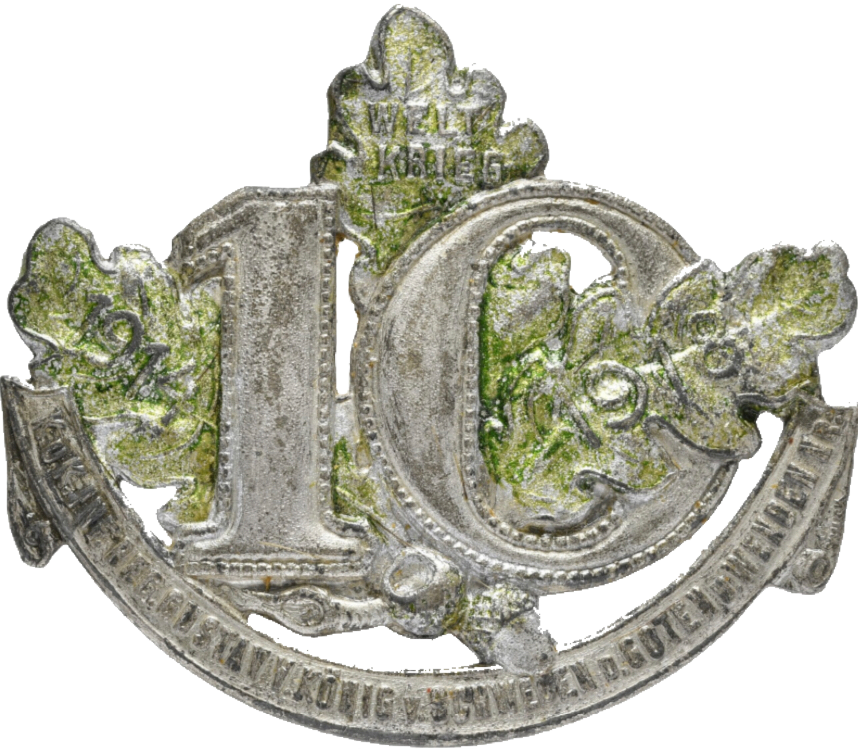
Каппен 10-го піхотного полку

## Військовослужбовці
- Стефанів Гнат (1885, Топорівці – 1949, Регенсбург) — поручник 10-го піхотного полку, Начальний командант УГА, полковник УГА й Армії УНР.  Український військовий діяч;